# ORSIS T-5000
ORSIS T-5000 (tiếng Nga:ОРСИС Т-5000) là loại súng bắn tỉa có độ chính xác cao do nhà máy ORSIS thuộc tập đoàn tư nhân GK Promtechnologyy tại Mát-xcơ-va chế tạo. Khẩu súng này được giới thiệu lần đầu trong Triển lãm vũ khí xuất khẩu Nga năm 2011. Loại súng này được sử dụng trong các lực lượng đặc nhiệm, các lực lượng thực thi pháp luật, các lính bắn tỉa trong quân đội hay dùng để săn bắn thể thao.

## Thiết kế
T-5000 sử dụng thiết kế thoi nạp đạn trượt lên đạn thủ công cũng như thoi nạp đạn xoay với hai móc khóa viên đạn cố định vào vị trí. Cơ chế bắn lên đạn thủ công khiến tốc độ bắn chậm hơn so với súng bán tự động, nhưng ưu điểm là giúp tăng độ chính xác của phát bắn. Súng có thể được làm thích hợp với người thuận tay phải hoặc tay trái tùy theo yêu cầu. 
Hai phiên bản chính của loại súng này sử dụng loại đạn 7,62x51mm (.308 Winchester) cho tầm bắn ngắn và loại đạn .338 Lapua Magnum (8,6x70mm) cho tầm xa. 5 loại đạn sử dụng cho T-5000 đều là các loại đạn tiêu chuẩn của phương Tây chứ không phải đạn sử dụng trong quân đội Nga.
- 308 Win. (7.62x51 mm), tầm bắn tới 800 m
- 300 Win. Mag. (7.62x67 mm), tầm bắn tới 1000 m
- 338 Lapua Mag. (8.6x70 mm), tầm bắn tới 1200 m
- 260 Rem., tầm bắn tới 800 m
- 6.5х47 Lapua, tầm bắn tới 800 m

Các chi tiết của súng được làm bằng thép không gỉ, nòng súng được gắn một cách tự do và được khắc rãnh bên ngoài để tăng khả năng tản nhiệt, đầu nòng súng gắn bộ phận chống giật nhưng có thể tháo ra để gắn bộ phận chống giật khác hiệu quả hơn nếu có. Báng súng có thể điều chỉnh chiều dài và chiều cao để phù hợp với xạ thủ. Báng súng và ốp lót tay làm bằng nhựa tổng hợp và sợi thủy tinh để giúp giảm trọng lượng súng và nâng cao độ bền. Phôi gia công súng được cung cấp từ Mỹ và một số máy móc đã được thiết kế với sự hỗ trợ của các chuyên gia tư vấn từ Thụy Sĩ và Đức.
Tất cả các bộ phận quan trọng của súng như nòng súng, cò súng (đã xử lý nhiệt và xử lý hóa học đặc biệt), kim hỏa, bệ khóa nòng và thoi đẩy về đều được gia công từ thép cao cấp không gỉ, nắp hộp khóa nòng được làm từ hợp kim titan nhẹ, bền, chống ăn mòn tốt). Cấu trúc hình học bên trong của súng được tối ưu hóa và được chế tạo với kích thước cực kỳ chính xác (dung sai về độ sâu của rãnh xoắn chỉ là 0,0025 mm), công thức độc quyền bên trong súng (số rãnh xoắn, số vòng xoắn, chiều dài nòng, chiều dài ổ nạp đạn) không được nhà sản xuất nào trên thế giới sử dụng, nòng súng được sản xuất theo công nghệ ốp lát tay lưới mắt cáo đã được thay đổi (sản xuất bằng hợp kim cứng), cho phép nòng súng đạt được những đặc tính riêng biệt. Vì vậy súng đạt được độ chính xác và độ chụm ở mức rất cao. Áp lực lên cò súng có thể được điều chỉnh giữa 500-900 gram hoặc giữa 1.000-1.500 gram, để làm thay đổi độ nhạy cũng có thể điều chỉnh theo sở thích tự nhiên của xạ thủ. Báng súng được làm bằng hợp kim dura D16T thường được sử dụng trong ngành hàng không, cho phép đạt được độ bền cao nhất. Trên báng lắp một tấm thép tỳ má có rãnh trượt để điều chỉnh vị trí, tạo tư thế thoải mái và chắc chắn khi ngắm bắn. Kỹ thuật gấp báng với một chốt cơ khí ở vị trí gấp để có thể thu gọn chiều dài súng khi mang vác. Độ chính xác của T-5000 vượt trội so với phần lớn các loại súng trường tương tự của Nga cũng như của nước ngoài. Độ chính xác của súng rất cao, độ tản mát của đường đạn chỉ nhỏ hơn 0,5 MOA (chỉ số 1 MOA (phút-góc) tương ứng với độ lệch viên đạn trên bia là 2,9 cm ở khoảng cách 100 m) Với một số nỗ lực, độ chính xác 0,3 MOA có thể thường xuyên đạt được
Nắp hộp khóa nòng được cố định bằng 4 khớp, cho phép trong trường hợp cần thiết có thể tháo lắp hoàn toàn súng trong vòng 5-15 giây để sửa chữa và thay thế các bộ phận bên trong một cách nhanh chóng.
Hộp đạn của súng có thể chứa từ 5 đến 10 viên và làm bằng nhôm ép. Nút khóa an toàn nằm ở phía sau ngay trên thoi nạp đạn với ba chế độ là: Bắn, an toàn và an toàn khóa cố định thoi nạp đạn. Súng không có điểm ruồi nhưng có thanh răng để gắn các loại ống ngắm khác nhau. Súng có thể gắn thêm chân chống và các bộ phận khác để xạ thủ tác chiến dễ dàng hơn.
Khẩu súng đã được các đội bắn tỉa của Nga thử nghiệm ngoài trường bắn và cho kết quả rất chính xác. Lực lượng đặc nhiệm Alfa FSB ưu tú của Nga đã giành chiến thắng trong cuộc thi bắn tỉa quốc tế năm 2012 với những khẩu súng trường này
Do áp dụng nhiều công nghệ hiện đại nên giá thành một khẩu súng T-5000 là không rẻ, lên tới 7.000 - 8.000 USD một khẩu (tùy phiên bản).

## Sản xuất
Theo chuyên gia quân sự Alexander Vershinin, súng bắn tỉa T-5000 có tầm bắn trên 2 km, đạt độ chính xác cao ở khoảng cách xa. Súng sở hữu độ giật thấp, độ nặng cò súng có thể thay đổi, trang bị hệ thống kính ngắm và nòng súng được phủ vật liệu bí mật để đảm bảo độ chính xác. Nhưng nó vẫn còn nhiều hạn chế trước khi đưa vào biên chế đại trà. Việc nâng cấp súng có một số công nghệ mua của nước ngoài, khiến súng trường bắn tỉa ORSIS bị ảnh hưởng bởi lệnh cấm vận của Mỹ và châu Âu. Công ty sản xuất cũng cần xác định rõ mẫu súng này sẽ biên chế cho lực lượng nào, bởi thông số chiến đấu của T-5000 không phù hợp với lính bắn tỉa trong quân đội, lực lượng thường tác chiến ở khoảng cách ngắn hơn so với tầm bắn của súng
Tổng giám đốc của ORSIS Alexei Sorokin trong một cuộc phỏng vấn cho biết cty của ông có sử dụng máy móc của Đức, Nhật, Hàn Quốc, cơ điện tử của Thụy Sỹ và máy cắt CNC của Mỹ. T-5000 được bán trên khắp thế giới và có thể được tìm thấy trong tay của những tay bắn súng nghiệp dư cũng như trong tay của các đơn vị đặc nhiệm trên khắp thế giới. Tuy nhiên, nó xuất hiện chủ yếu ở Trung Đông và Đông Nam Á, nơi các doanh nghiệp vũ khí của Nga có mối quan hệ chặt chẽ
Ivan Alekseev, một cựu lính bắn tỉa của FSB, cho rằng “Những khẩu súng trường này đã chứng tỏ độ chính xác cao hơn khẩu SSG 08 từ hãng Steyr-Mannlicher của Áo đã được mua trước đây cho SpecOps của Nga. Không quá nhiều người biết rằng trong những năm 1990 và 2000, chúng tôi không có súng bắn tỉa chất lượng cao trong nước và chỉ huy quân đội phải mua chúng từ nước ngoài” Sergei Sumarokov, Chủ tịch Liên đoàn Bắn súng chính xác Nga, nói với Lenta.ru rằng “khoảng 90% những người bắn súng thường xuyên tham gia các cuộc thi sử dụng súng trường nhập khẩu”. Những tay bắn súng hàng đầu thích vũ khí từ AWM của Anh, súng trường Sako TRG của Phần Lan, Brugger & Thomet APR của Thụy Sĩ hoặc Blaser của Đức. Và vũ khí được ưa chuộng nhất do tỷ lệ giá cả / chất lượng tốt là súng trường Remington 700 (Mỹ) và Tikka T3 (Phần Lan) Sergey Sumarokov giải thích: “Orsis, Lobaev, LOBAEV Arms và Kozhaev SKAT có những khẩu súng trường xuất sắc, nhưng họ chỉ làm một vài mẫu (thử nghiệm). Đối với Blaser hoặc Sako, tỷ lệ sản phẩm không đáp ứng các thông số đã công bố không vượt quá 2-3 phần trăm, đối với các nhà sản xuất của chúng tôi, con số này có thể là 20-50 phần trăm." Ngoài ra, thị trường có rất nhiều phụ kiện và linh kiện để điều chỉnh "súng ngoại" - Remington 700 được coi là người giữ kỷ lục về mặt này. Các chuyên gia cho rằng các nhà sản xuất súng trường chính xác cao trong nước (cả quốc doanh và tư nhân) đều có thể sản xuất các mẫu có đặc điểm riêng biệt, nhưng việc cố gắng mở rộng quy mô sản xuất hầu như luôn dẫn đến việc giảm chất lượng sản phẩm. Mặt khác, chi phí đầu tư cao và thị trường quy mô nhỏ không cho phép sản xuất hàng loạt các loại súng đắt tiền (ở Nga, chỉ có từ 1 tới 2 nghìn người thích bắn súng chính xác cao, và từ 500 đến 1000 người liên tục tập luyện và tham gia các cuộc thi bắn súng)
T-5000 thậm chí từng được xem xét đưa vào sử dụng trong quân đội để thay thế súng bắn tỉa SVD đã lỗi thời. Tuy nhiên, tình trạng quan liêu, vận động hành lang và xung đột lợi ích đã kết thúc khả năng này. Đối với các cơ quan chính phủ Nga, một yếu tố ngăn cản họ mua súng là việc T-5000 được chế tạo dành riêng cho cỡ đạn do nước ngoài sản xuất chứ không dùng cỡ đạn của quân đội Nga
Các vũ khí này đã chính thức được bán cho lực lượng an ninh Iraq và sau đó xuất hiện trong tay các chiến binh khủng bố IS chống lại Iraq.

## Người dùng
- Nga
- ISIS[14]
- Việt Nam
- Ai Cập
- Iraq